# ایستگاه راه‌آهن مرکزی ناپولی
ایستگاه راه‌آهن مرکزی ناپولی (انگلیسی: Napoli Centrale railway station) ایستگاه راه‌آهن اصلی شهر ناپل، ایتالیا است.
این ایستگاه که در سال ۱۸۶۷ تاسیس شده در رده ششم ایستگاه‌های پرتردد در ایتالیا با ۵۰ میلیون مسافر در سال قرار دارد.

## نگارخانه

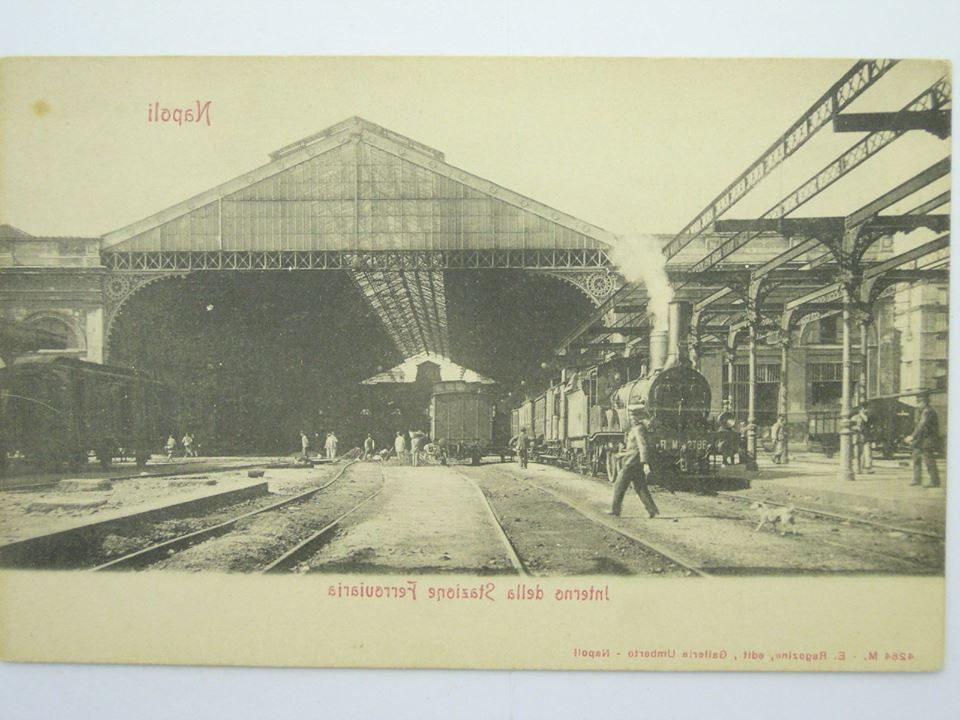
۱۹۲۵
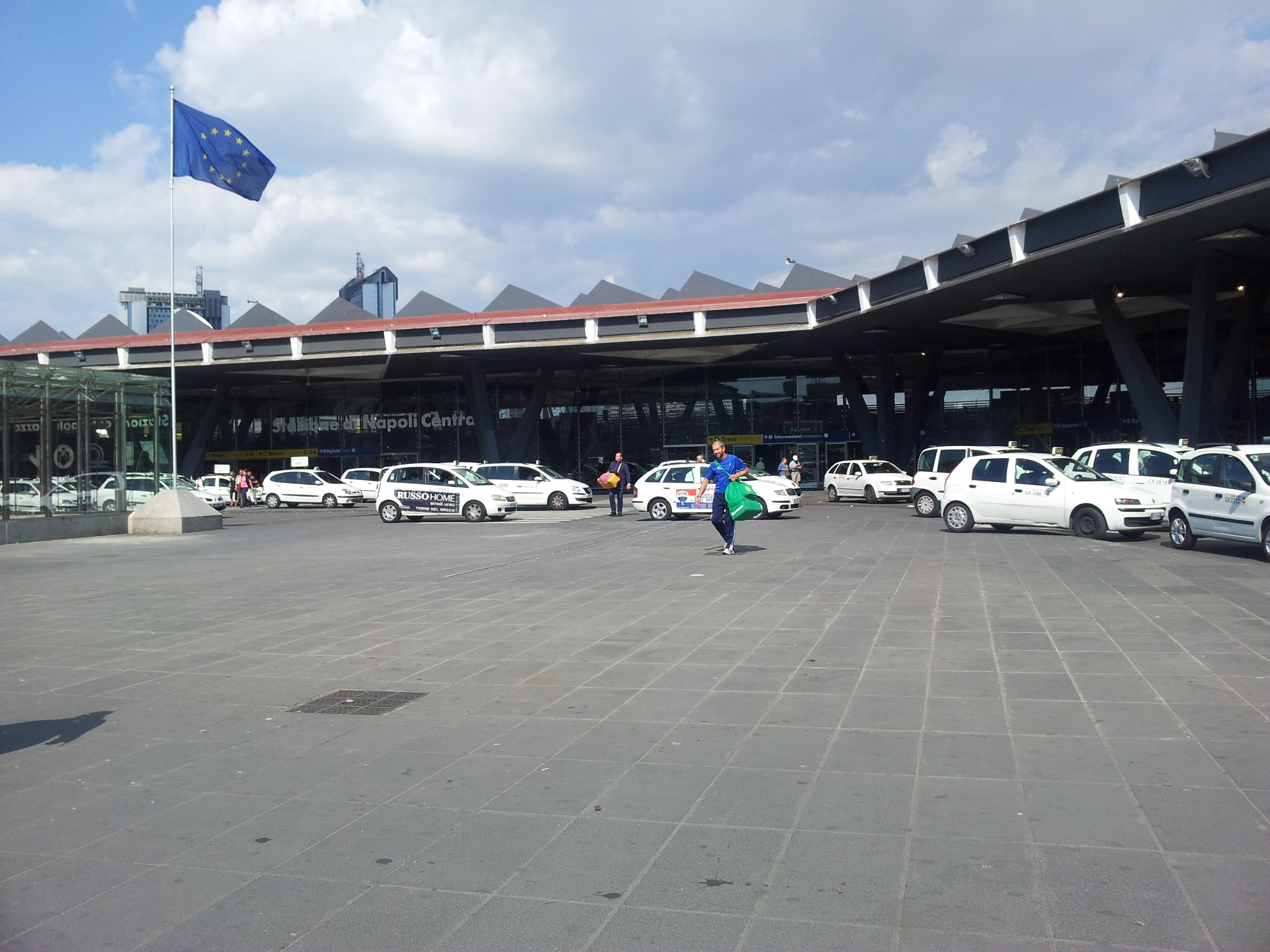
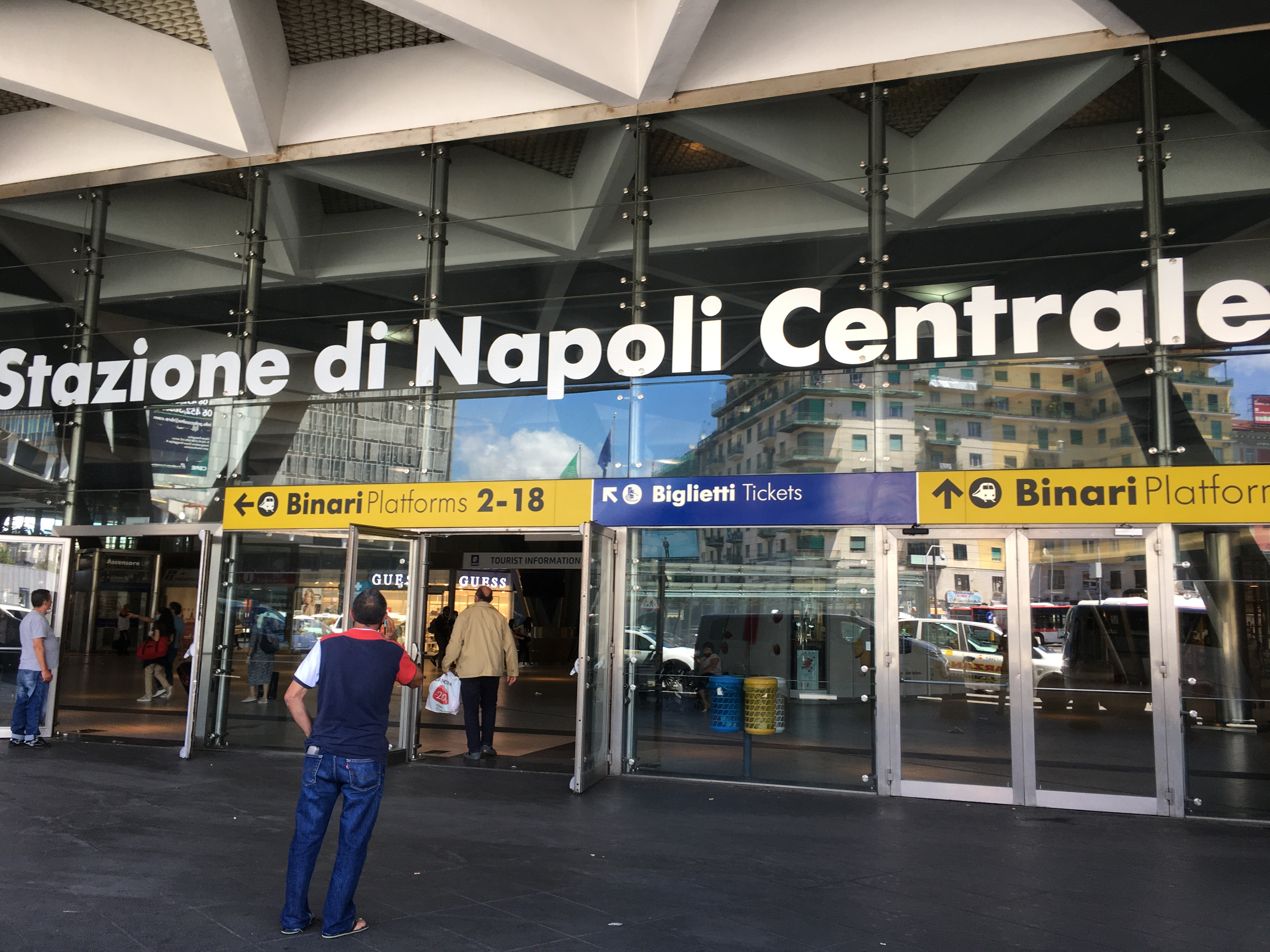
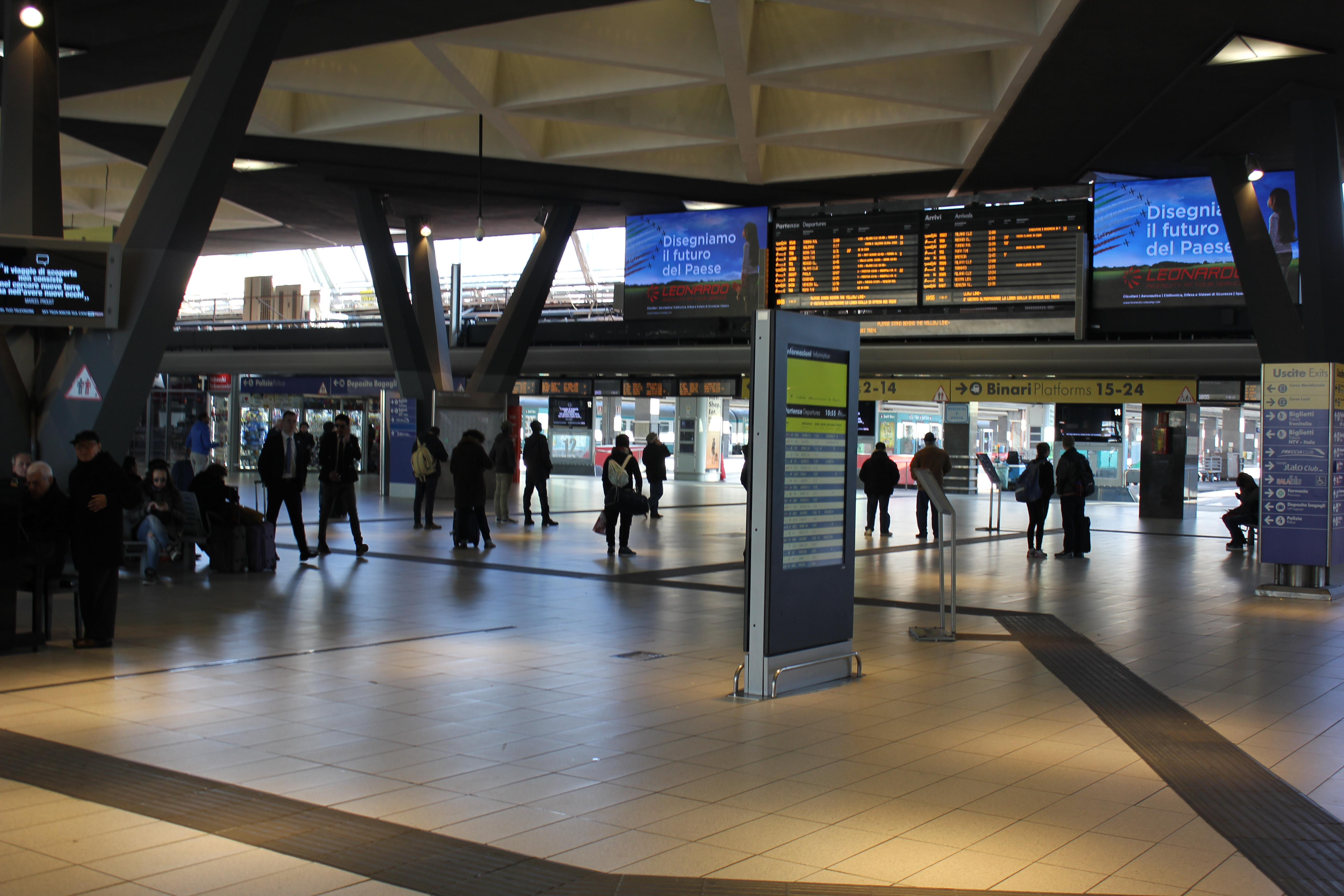
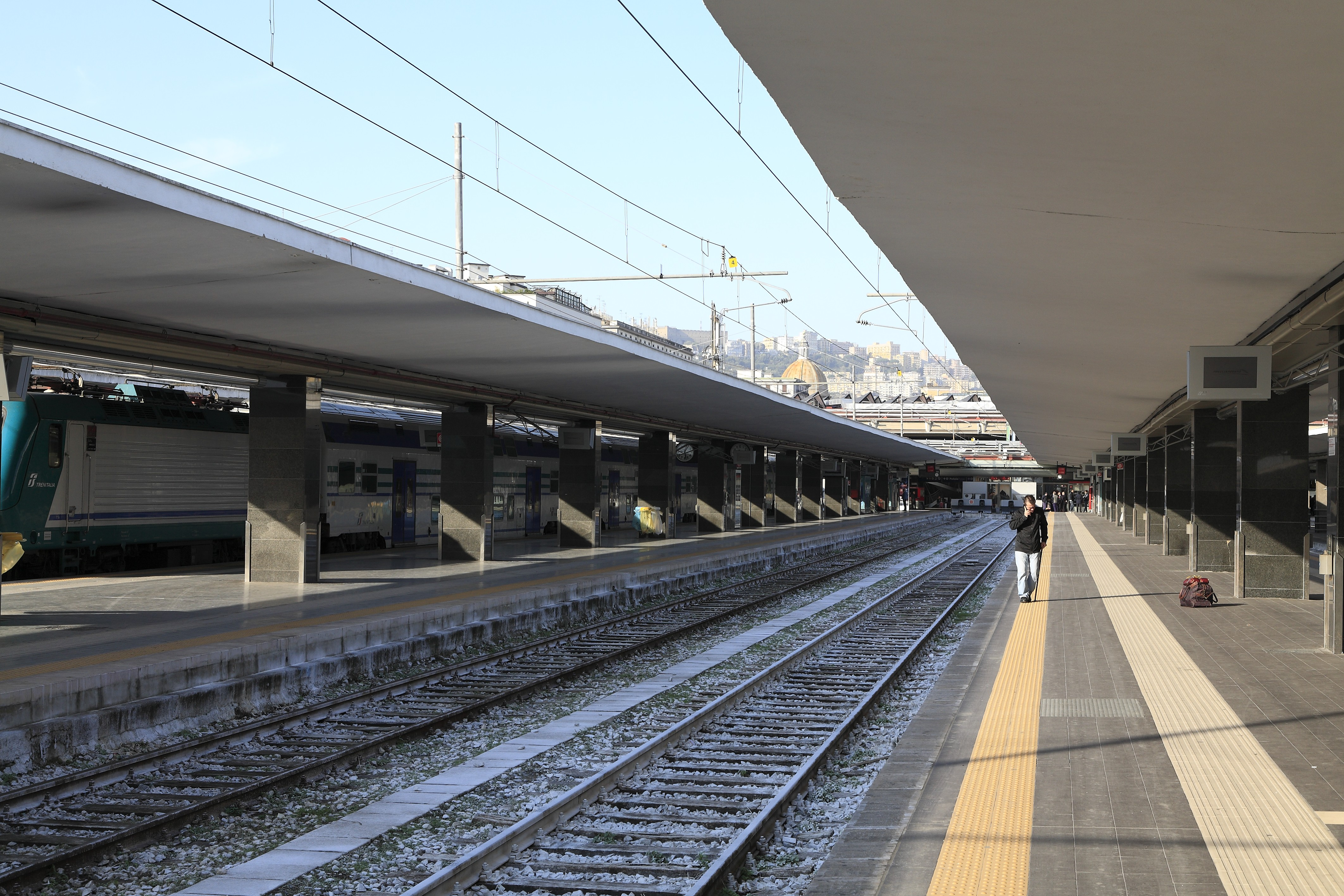
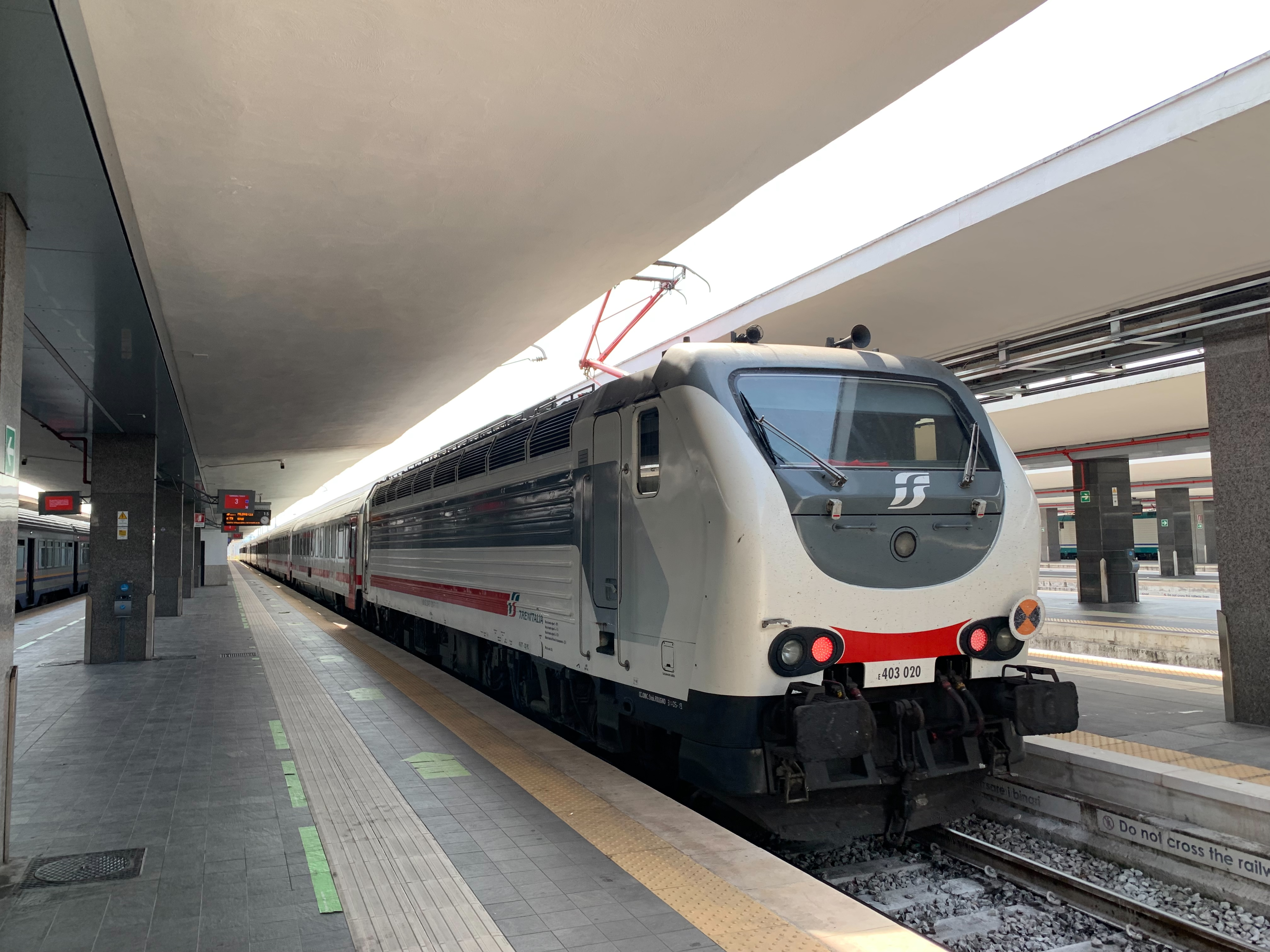
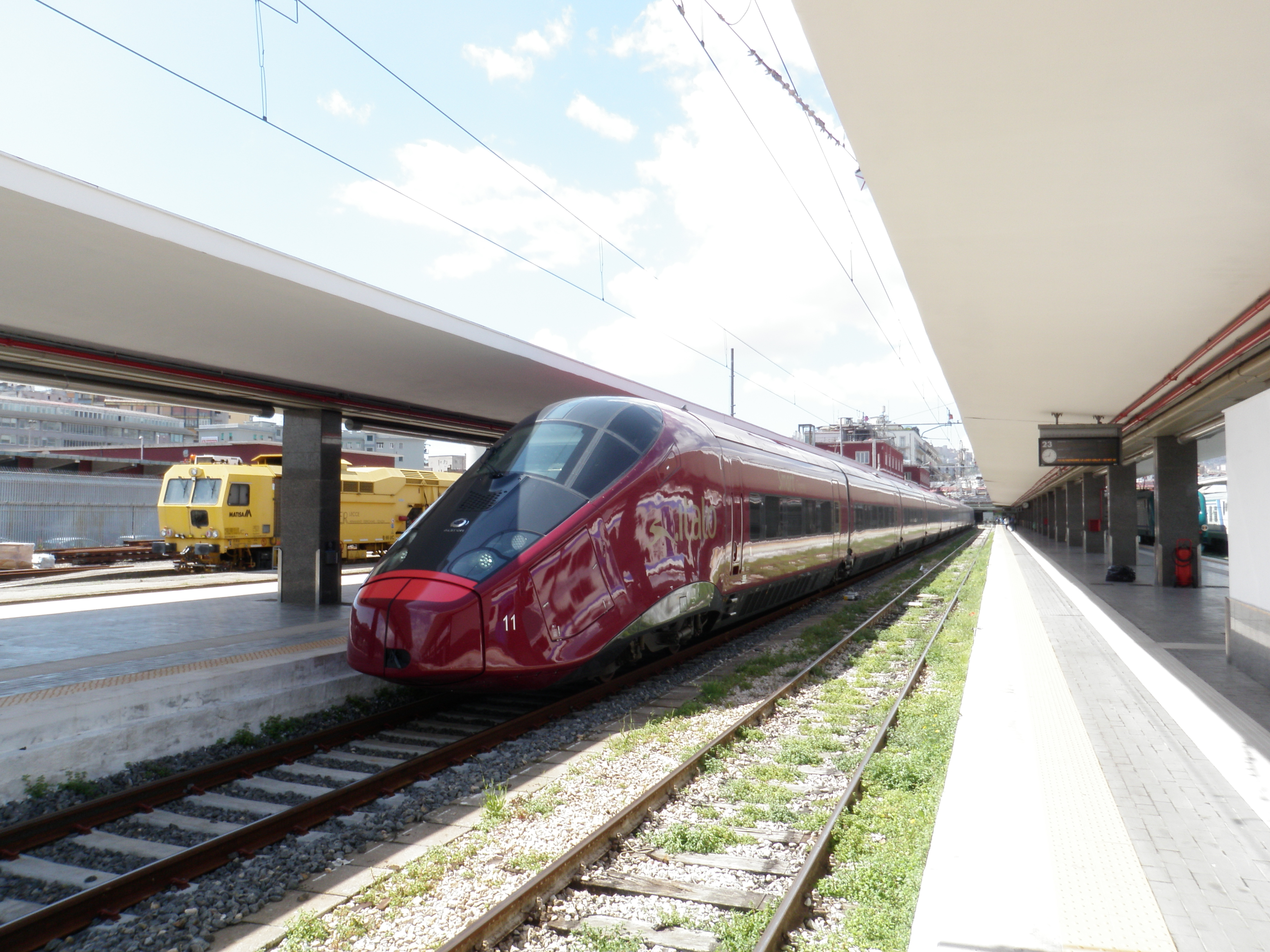
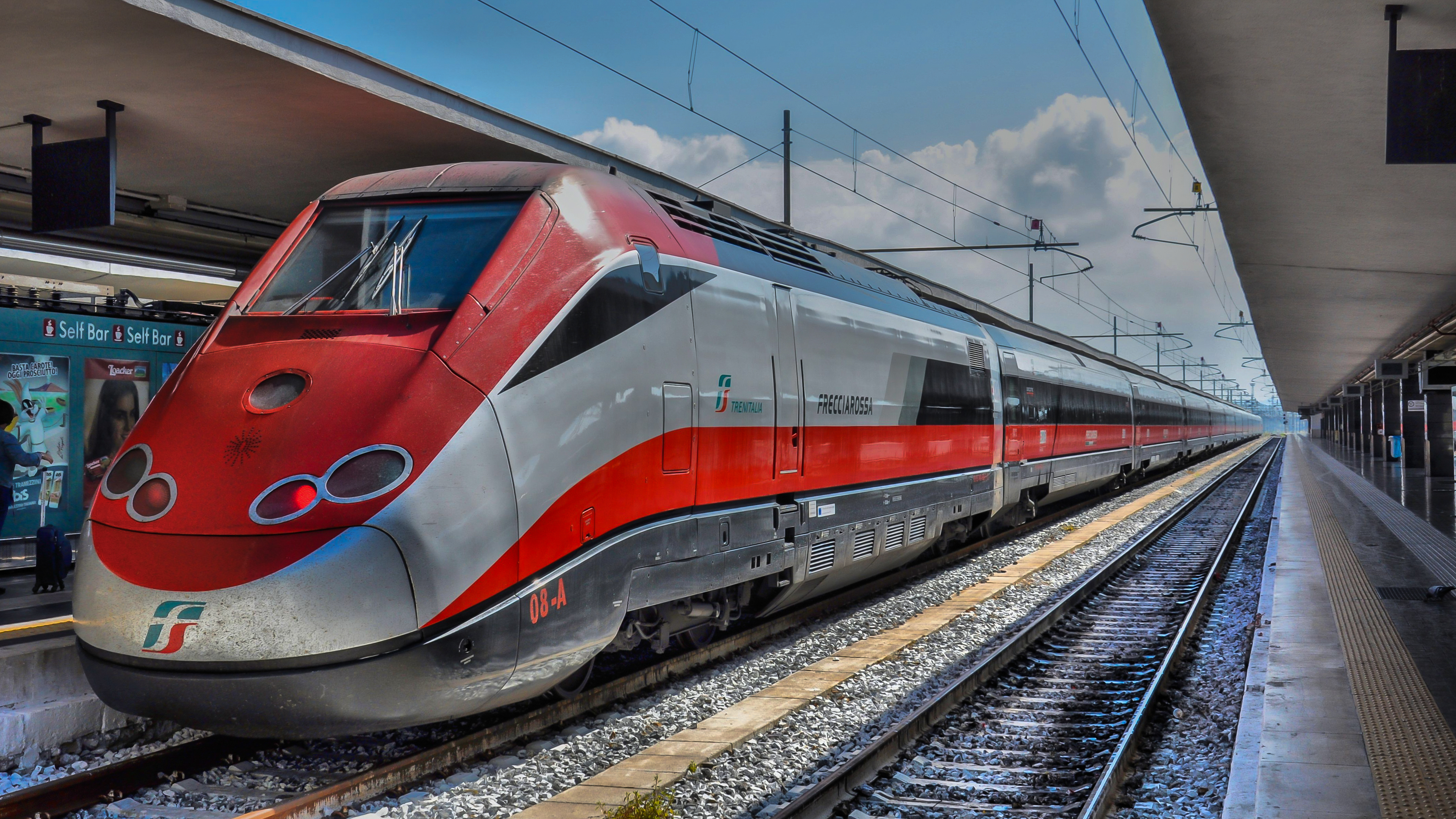
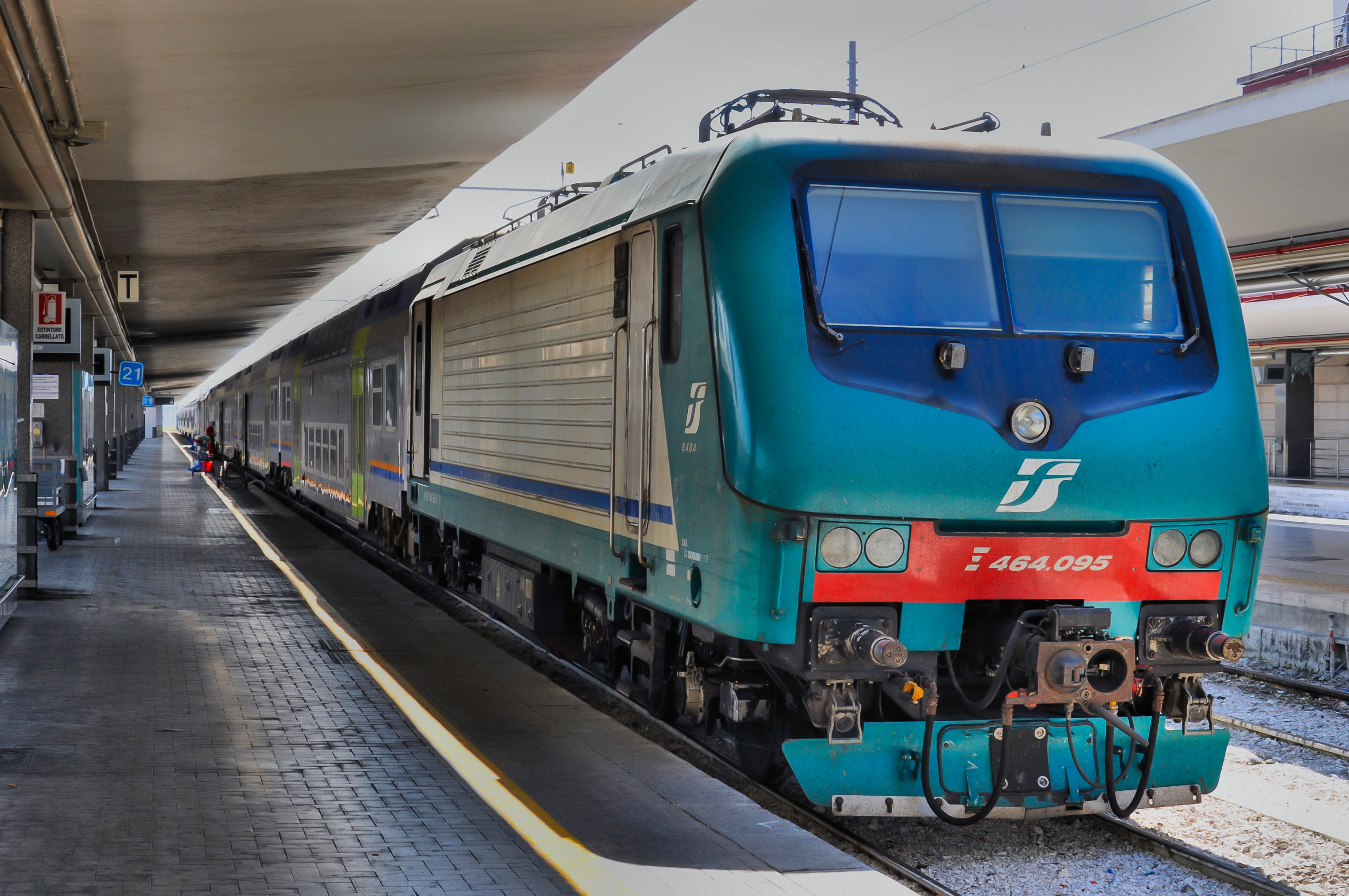